# ケッパレ 松原さん!
『ケッパレ松原さん!』（ケッパレまつばらさん!）は、シロヤギによる日本の漫画。

## 概要
シロヤギの初連載作品。4コマウェブコミックであり、天然な女子中学生と天才男子中学生による騒動を描く「青春ギャグラブコメディ漫画」。ウェブコミック配信サイト『少年ジャンプ+』（集英社）創刊作品の一つ。
『ジャンプLIVE』（集英社）2号の12作目の新連載として、2014年1月3日から30日にかけて6話まで連載された。『少年ジャンプ＋』が創刊されると『エルドライブ』・『猫田びより』などと共に移籍・再開し、2014年9月22日から2015年10月3日まで毎週→隔週土曜更新で連載された。
「ケッパレ」は仙台弁で「頑張れ」の意味。宮城県仙台市が本作の舞台となっている。物語は松原の中学2年1学期からスタートしている。
なおシロヤギは同時期に『別冊マーガレット』（集英社）で『こっちむいて、モブ宮くん』（未単行本化）を連載していた。

## あらすじ
天然な女子中学生・松原いはるは全く勉強ができない状況を脱するため、同じクラスの天才男子生徒・羽伊木博士に勉強を教えてもらおうとする。しかし、松原の学力は羽伊木の想像以上に悪く、彼女の友人・阿波和が彼女の失敗する姿を見て快感を覚える始末だった。羽伊木はあらゆる方法を駆使して松原に勉強を教え、一定の成果を上げる。
その後、羽伊木は帰国子女の転校生ベアトリス・八崎に好かれるようになる。羽伊木は丁度良い部活がなかった松原と八崎のために「ボランティア同好会」を立ち上げ、3人で人助けのために活動する。

## 登場人物

### 主要人物
松原 いはる（まつばら いはる）
女子中学生。いわゆる「ド天然」かつ「おバカ」。ボランティア同好会のメンバー。
本人に自覚はないが巨乳の持ち主。非常に素直な性格。体力は非常に高いが、学力や精神年齢が低く、羽伊木にさまざまな点で面倒を見てもらっている。将来の夢は幼稚園の先生。本人達は忘れていたが、幼い頃は羽伊木と友達だった。
羽伊木 博士（ういき ひろし）
男子中学生。松原のクラスメート。ボランティア同好会のメンバー。非常に学力が高く「天才」と呼ばれる。苗字の由来は「Wikipedia」。
勤勉で真面目な性格。松原の勉強を教える。羽伊木本人は彼女との関係を恋愛関係ではなく、父娘関係に近いと捉える。どんな質問にも答えるが、我を忘れて延々と話し続けてしまう。体力は低く、体重も軽い。睡眠時間は規則正しい。

#### 松原のクラスメイト
ベアトリス・八崎（ベアトリス・やざき）
イギリス貴族の娘。帰国子女。ボランティア同好会のメンバー。
羽伊木を尊敬しており、彼の会話についていける数少ない人物。高飛車な性格の持ち主で、表面上松原のことを友達と認めていないが、文句を言いながらも面倒を見ている。少女漫画が好きで、口調や性格にもその影響が及んでいる。
亘（わたり）
男子中学生。羽伊木の幼馴染。眼鏡をかけている。
三田園（みたその）
男子中学生。羽伊木の幼馴染。眉毛が太い。

### その他の生徒
阿波 和（あわ のどか）
女子中学生。松原の幼馴染で、彼女からアワワと呼ばれる。図書委員。羽伊木の天敵。
腹黒い性格で、松原が失敗する姿を見て快感を覚えている。羽伊木に対してしばしば暴力を振るう。

#### 教職員
藤田（ふじた）
松原の担任。数学の男性教師。ボランティア同好会の顧問。24話 - 31話にかけて骨折で休職する。
柏田 八郎汰（かしわだ はちろうた）
八崎家に仕える執事の一人。重度のオタク青年。学校の用務員を兼業する。
羽伊木先生（ういきせんせい）
博士の実父。名前は不明。英語教師。藤田の代理で松原たちの担任を務める。
髪は銀色に染めており、普段からサングラスをかけている。非常にふざけた性格で、よく嘘をつく。博士とは過去にすれ違いがあり、家を追い出された。

### その他
いはるの母
いはると同じく天然な性格。
爺や
八崎に仕える過保護な執事の一人。老年男性。

## 書誌情報
- シロヤギ 『ケッパレ松原さん!』 集英社 〈ジャンプ・コミックス〉、全2巻
  1. 2015年5月1日発売[集 1]、『ジャンプLIVE』2号、『少年ジャンプ+』2014年1号[1] - 4号、6号、8号、10号、2015年2号、4号、6号、ISBN 978-4-08-880394-4
  2. 2015年10月3日発売[集 2]、『少年ジャンプ+』2015年8号、10号、12号、14号、16号、18号、20号、22号、24号、26号、28号、30号、32号、34号、36号、38号、40号、42号、44号、ISBN 978-4-08-880504-7

## 関連項目

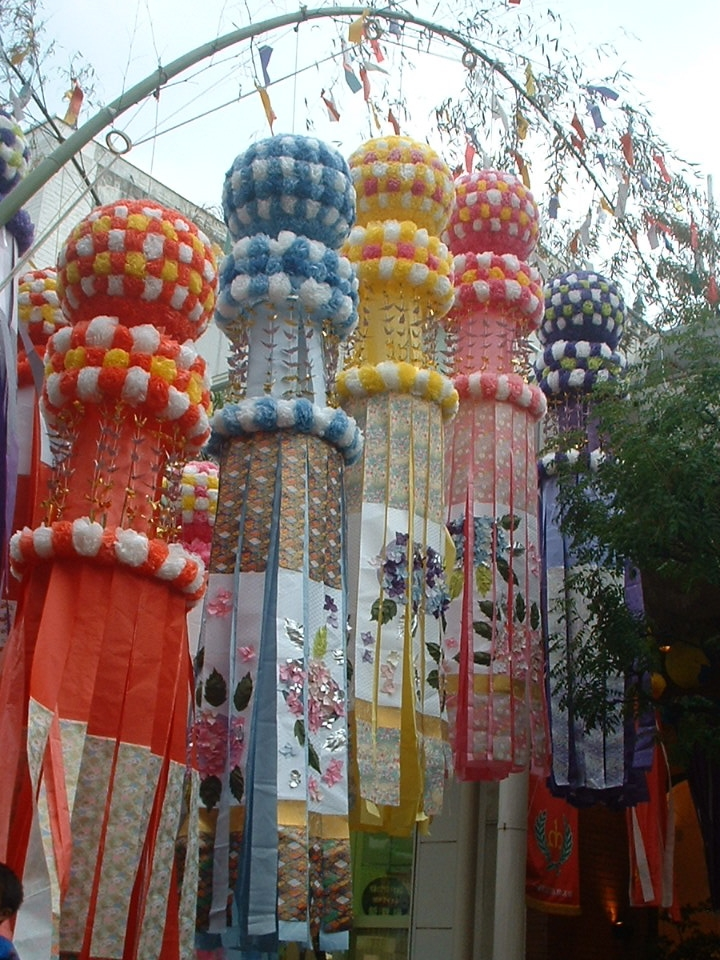
仙台七夕の飾り付け。中央部に折り鶴が吊るされている。作中でこれに近い物が登場する